# Miccolamia laosensis
Miccolamia laosensis là một loài bọ cánh cứng trong họ Cerambycidae.